# 吴长淑
吴长淑（1936年11月—），男，朝鲜族，吉林安图人，中华人民共和国政治人物。曾任延边朝鲜族自治州人大常委会主任。

## 生平
1998年3月，第九届全国人大第一次会议上，他当选全国人民代表大会常务委员会委员。